# 寝屋川生野病院
寝屋川生野病院（ねやがわいくのびょういん）は、社会医療法人弘道会が大阪府寝屋川市日新に設置する病院。

## 概要
救急告示病院に指定されている。公益財団法人日本医療機能評価機構認定病院(評価結果は3rdG:Ver.1.1(1回目,2016年9月2日認定,2021年9月1日認定有効期限))。

## 診療科
- 人工透析内科[3] - 透析用病床40床を有している[4]。
- 消化器内科[3]
- 内科[3]
- 神経内科[3]
- 循環器内科[3]
- 脳神経外科[3]
- 外科[3]
- 整形外科[3]
- 形成外科[3]
- 血管外科[3]
- 消化器外科[3]
- 乳腺外科[3]
- 麻酔科[3]
- 小児科[3]
- 皮膚科[3]
- 泌尿器科[3]
- 婦人科[3]
- 眼科[3]
- 耳鼻咽喉科[3]
- 放射線科[3]
- 歯科[3]
- 歯科口腔外科[3]
- リハビリテーション科[3]
- 糖尿病内科[3]

## 医療機関の認定
- 保険医療機関[3]
- 労災保険指定病院[3]
- 公害医療機関[3]
- 結核指定病院[3]
- 生活保護法指定病院（中国残留邦人等の円滑な帰国の促進並びに永住帰国した中国残留邦人等及び特定配偶者の自立の支援に関する法律（平成六年法律第三十号）に基づく指定医療機関を含む。）[3]
- 臨床研修病院[3]
- 指定自立支援病院（更生医療）[3]
- 指定自立支援医療機関（精神通院医療）[3]
- 特定疾患治療研究事業委託医療機関[3]
- 原子爆弾被害者一般疾病医療取扱病院[3]
- DPC対象病院[3]
- 指定小児慢性特定疾病医療機関[3]
- 身体障害者福祉法指定医の配置されている医療機関[3]
- 在宅療養支援病院[3]

## 交通アクセス
- 京阪本線「香里園駅」より徒歩約10分[5]
- 京阪バス（コミュニティバス）タウンくる（音羽町線）[5]
  - 「香里園駅」西口バス停から「寝屋川市駅行」乗車「寝屋川生野病院前」停留所下車
  - 「寝屋川市駅」東口バス停から「香里園駅行」乗車「寝屋川生野病院前」停留所下車

## 系列病院(社会医療法人弘道会)
- 守口生野記念病院
- 萱島生野病院
- なにわ生野病院

## 周辺
- 寝屋川市立北小学校
- 寝屋川市立友呂岐中学校
- 近畿産業信用組合香里支店

## 不祥事・医療ミス・医療事故
- 2019年4月4日 - 2017年11月、当院で床ずれの治療のため当院を受診した男性患者（60代）が、肺炎と診断され、栄養輸液を摂取するため脚の付け根の静脈からカテーテルを挿入した。その後、カテーテルを目標地点まで誘導するために使った約1メートルの金属製ワイヤを抜き取る必要があったが、体内に放置されたままになっていた。男性は2018年2月、都島区の明生病院に転院。転院先でカテーテルを抜き取ったが、その後に容体が急変し死亡。司法解剖の結果、心臓の周囲に血がたまっており、体内に残っていたワイヤが心臓を傷つけたとみられる[6]。